# 藤原隆家
藤原 隆家（ふじわら の たかいえ、天元2年〈979年〉 - 寛徳元年〈1044年〉）は、平安時代中期の公卿。藤原北家、摂政関白内大臣・藤原道隆の四男（高階貴子を母とする兄弟では次男）。官位は正二位・中納言。

## 経歴
一条朝初頭の永祚元年（989年）、11歳で元服して従五位下に叙爵し、翌永祚2年（990年）正月に侍従に任官する。同年7月に右兵衛権佐に任ぜられると、正暦2年（991年）従五位上、正暦3年（992年）正五位下・左近衛少将、正暦4年（993年）従四位上・右近衛中将、正暦5年（994年）正月に正四位下と父・藤原道隆の執政下で武官を務めながら急速に昇進し、同年8月には中将を帯びたまま従三位に叙せられ（三位中将）公卿に列した。長徳元年（995年）4月に権中納言に任ぜられるが、まもなく父・道隆が没する。
同月中に道隆の弟である藤原道兼が関白となるがこれもまもなく没し、5月に入って執政の座は内覧・右大臣となった藤原道長に移る。この状況の中で、7月末に隆家の従者と道長の従者が七条大路で乱闘したほか、8月初旬には隆家の従者が道長の随身・秦久忠を殺害している。しかし、翌長徳2年（996年）正月に同母兄の内大臣・藤原伊周の女性関係に関連して、隆家は従者の武士を連れて花山法皇の一行を襲い、法皇の衣の袖を弓で射抜くという事件を起こす。このことを道長に利用され、4月になると花山法皇奉射・東三条院呪詛・大元帥法実施の罪状三ヶ条を以って、隆家は出雲権守に、伊周は大宰権帥に左遷された。なお、隆家は出雲国までは行かずに病気を理由に但馬国に留まっている。
長徳4年（998年）5月に東三条院（藤原詮子）の御悩による大赦を受けて帰京し、10月に兵部卿として官界に復帰。長保4年（1002年）以前の権中納言に復し、寛弘4年（1007年）従二位、寛弘6年（1009年）中納言に叙任された。この間の長保2年（1000年）に姉の定子が、寛弘7年（1010年）には兄の伊周が没している。こうして、中関白家の声望は隆家の双肩にかかる中で、隆家は外甥の敦康親王の立太子に期待をかける。世間からも、敦康親王が即位して隆家が政治を輔佐したなら天下はよく治まるだろう、との声もあったという。しかし、寛弘8年（1011年）三条天皇の践祚に際して、有力な後見人がいないことが理由で敦康親王の立坊は実現せず、道長の外孫である敦成親王（のち後一条天皇）が春宮に立てられた。
長和元年（1012年）末頃より先の尖った物による外傷を原因とした眼病を患い、出仕や交際もできず邸宅に籠居するようになる。ここで、大宰府には眼の治療を行う唐人の名医がいるとの話を聞きつけて、隆家は進んで大宰権帥への任官を望む。この任官希望に対しては、未だ声望高い中関白家と九州在地勢力との結合を抑止したい道長に強く妨害されるが、結局同じ眼病に悩む三条天皇の隆家への同情は深く、決定までに9ヶ月を要した末、長和3年（1014年）11月になってようやく大宰権帥に任ぜられた。長和4年（1015年）には赴任の功労により正二位に叙せられている。大宰府では善政を施し、九州の在地勢力はすっかり心服したという。
在任中の寛仁3年（1019年）刀伊の入寇が発生。刀伊（女真族と考えられている）が対馬・壱岐に続いて、4月に博多を襲うが、隆家は総指揮官として大宰大監・大蔵種材らを指揮してこれに応戦・撃退している。6月には高麗が虜人送使・鄭子良を派遣し、刀伊から奪回した日本人捕虜259名を送還する。隆家は鄭子良に対して朝廷の返牒を遣わし禄物を与えるなど後処理を行った。
12月に大宰権帥を辞して帰京（後任は藤原行成）。帰京後の朝廷において、刀伊を撃退したことに対する功績により隆家の大臣・大納言への登用を求める声もあったが、帰京後の隆家は内裏出仕を控えていたため昇進の沙汰はなかったという。一方で、翌寛仁4年には都に疱瘡が大流行し、刀伊が大陸から持ち込んだものが隆家に憑いて京に及んだものと噂された。治安3年（1023年）次男の藤原経輔を右中弁に昇任させる代わりに中納言を辞退する。その後、大蔵卿などを務めるが、後朱雀朝の長暦元年（1037年）、藤原実成に代わって再度大宰権帥に任ぜられ、長久3年（1042年）までこれを務めた。
長久5年（1044年）1月1日、薨去。享年66。最終官位は前中納言正二位。

## 人物
天下の「さがな者」（荒くれ者、手に負えない者、やかましい者、性悪者、ろくでなし）として有名であった隆家は、王権をかさに着る花山院との賭け事や、姉の中宮定子の女房・清少納言との応酬など、『枕草子』『大鏡』『古今著聞集』にも多彩な逸話が伝えられている。姉が生んだ敦康親王の立太子を実現できなかった一条天皇を「人非人」と非難したり、権力者の叔父・道長の嫌がらせに屈せず三条天皇皇后・藤原娍子の皇后宮大夫を引き受けたりするなど、気骨のある人物として知られた。
その「こころたましひ」（気概）は政敵の道長も一目置く存在であり、『大鏡』によれば刀伊の入寇後には「すてぬ者（捨て置けない者）」と評したという。また賀茂詣のついでにわざわざ隆家を招いて同車させ、「長徳の変」の際における隆家流罪について弁明を行ったという記述もある。「もし敦康親王が即位して隆家が政治を輔佐したならば、天下はよく治まるだろう」という世人の密かな期待があり、その期待に反して敦康が立太子できなかったのは、さすがの隆家も気落ちしているだろう、という世間の忖度を逆手にとって、隆家は三条天皇の大嘗会では華美な正装で煌びやかに振る舞ったという。
一方で、伊周の死の直後に側近であったと推測される佐伯公行が出家している（隆家には仕えていない）こと、敦成親王の立太子の経緯を記した藤原行成の『権記』寛弘8年5月27日条に天皇が後継者について悩み始めたのは「一両年」と明記していること、復権後の伊周が密かに一条天皇に召された記録はあるものの隆家についてはそうした話が伝わっていないことから、兄・伊周と違って隆家個人にそこまでの政治的野心があったのかを疑問視する（少なくても一条天皇からは敦康親王の立太子実現するには頼りに出来ない存在と見られていたとする）説もある。
また、父・道隆や兄・伊周に対しては批判的な態度を取り続けていた藤原実資からは可愛がられ、彼の日記である『小右記』には隆家が実資に悩み事を打ち明ける記事や、実資が大役に任じられた隆家の息子を気遣う記事が見られる。特に前者の長和2年の記事には、実資が隆家に対して眼病の治療と道長からの圧迫を避けるために「遠任之案」を勧め、それを受けた隆家が「深有鎮西之興」を抱いたことが記されている。
『後拾遺和歌集』（2首）、『新古今和歌集』（1首）に和歌作品が採られている勅撰歌人である。文人の家系に恥じず、漢詩も『本朝麗藻』に七言律詩1首が残っている。

## 隆家の子孫
隆家の娘は長女が三条天皇の皇子・敦儀親王室、もう一人が藤原兼経室となっている。
隆家の長男・藤原良頼は正三位権中納言に進み、その娘は参議・源基平室となり後三条天皇の寵愛をうけた基子（実仁親王・輔仁親王の生母）を生んだ。良頼の4代後の子孫に、平清盛の継母として源頼朝の助命を嘆願したという池禅尼がいる。
隆家の次男・藤原経輔は、正二位権大納言となって水無瀬大納言と称せられた。経輔の5世孫にあたる従三位・忠隆の息女は近衞家の祖である基実の室となって基通を生み、その兄弟・藤原信頼は後白河上皇の寵臣で平治の乱の首謀者として有名。同じく経輔の5世孫にあたる修理大夫・藤原信隆の息女・七条院殖子は後鳥羽院生母であり、その弟・坊門信清は内大臣の位にまで昇った。源義経の母の常盤御前の再婚相手で奥州藤原氏とも関係があった一条長成も経輔の5世孫である。
隆家流は女系を伝って皇室・摂家にその血を残し、子孫は公家では水無瀬流として後世、水無瀬（羽林家）・七条（羽林家）・町尻（羽林家）・桜井（羽林家）・山井（羽林家）の五堂上家を出して明治維新に至る。
武家では隆家の次男・経輔の庶子である藤原文時の後裔を称した肥前高木氏を輩出し、そこから於保氏、龍造寺氏、上妻氏、赤司氏、肥前井上氏、草野氏（嵯峨源氏出自説もあり）らの諸氏が分流したと伝わる。隆家もしくは経輔の子とも肥前高木氏の祖・文定の子ともいわれる藤原政則（基定）からは菊池氏が出自している。

## 官歴
注釈のないものは『公卿補任』による。
- 永延3年（989年） 正月7日：従五位下（冷泉院御給）、昇殿
- 永祚2年（990年） 正月29日：侍従。7月10日：右兵衛権佐
- 正暦2年（991年） 正月7日：従五位上。4月：禁色
- 正暦3年（992年） 8月28日：左近衛少将。12月7日：正五位下（中宮自二条宮還御賞）
- 正暦4年（993年） 正月7日：従四位下（少将労）。正月9日：還昇。正月13日：兼信濃権守。3月9日：右近衛中将[22]。11月15日：従四位上（臨時）
- 正暦5年（994年） 正月13日：正四位下（臨時）、兼美作権守。8月8日：従三位（三位中将例）[22]
- 長徳元年（995年） 4月6日：権中納言、右衛門督、止中将権守[22]。9月5日：検非違使別当如元。9月28日：太皇太后宮大夫（太皇太后・昌子内親王）
- 長徳2年（996年） 4月24日：坐事左降出雲権守。5月1日：赴任、於但馬国申病逗留
- 長徳4年（998年） 5月4日：帰京。10月23日：兵部卿
- 長保4年（1002年） 9月24日：権中納言
- 長保5年（1003年） 正月：兼侍従。11月5日：正三位（左大臣造宮検校賞譲）
- 寛弘2年（1005年） 2月：止侍従、勅授帯剣
- 寛弘4年（1007年） 正月20日：従二位（臨時、超時光俊賢等）。3月9日：着座
- 寛弘6年（1009年） 3月4日：中納言
- 寛弘9年（1012年） 正月27日：兼按察使。4月27日：兼皇后宮大夫（皇后・藤原娍子）
- 長和2年（1013年） 2月16日：辞皇后宮大夫
- 長和3年（1014年） 11月：兼大宰権帥
- 長和4年（1015年） 4月22日：正二位（赴任之日有此賞）
- 長和5年（1016年） 正月29日：勅授如元
- 寛仁3年（1019年） 日付不詳：辞大宰権帥
- 治安3年（1023年） 12月15日：辞中納言（以男経輔申任権右中弁）。日付不詳：大蔵卿
- 長暦元年（1037年） 8月9日：兼大宰権帥（または長暦3年10月[23]）
- 長久3年（1042年） 正月29日：辞大宰権帥
- 長久5年（1044年） 正月1日：薨去（前中納言正二位）

## 系譜
主に『尊卑分脈』による
- 父：藤原道隆
- 母：高階貴子 - 高階成忠の娘
- 妻：源重信の娘
- 妻：藤原景斉の娘
  - 長男：藤原良頼（1002-1048）
- 妻：源兼資の娘
  - 次男：藤原経輔（1006-1081）
  - 女子：敦儀親王妃
  - 女子：藤原兼経室
- 妻：藤原為光の娘
  - 男子：藤原季定
- 妻：加賀守正光の娘（姓不明）
  - 男子：藤原家房
- 生母不明の子女
  - 男子：藤原良員
  - 男子：藤原政則? - 初名は基定
  - 男子：行昭（1015-1062）
    - 法相宗。興福寺。永昭入室。天喜5年（1057年）12月28日、権律師。康平5年4月24日（1062年6月4日）入滅。48歳[24]。

  - 男子：隆明（1021-1104） - 園城寺長吏、大僧正

## 関連作品
小説
- 葉室麟『刀伊入寇 藤原隆家の闘い』（実業之日本社、2011年）

テレビドラマ
- NHK大河ドラマ『光る君へ』（2024年、演：竜星涼）